# Fricksgatan

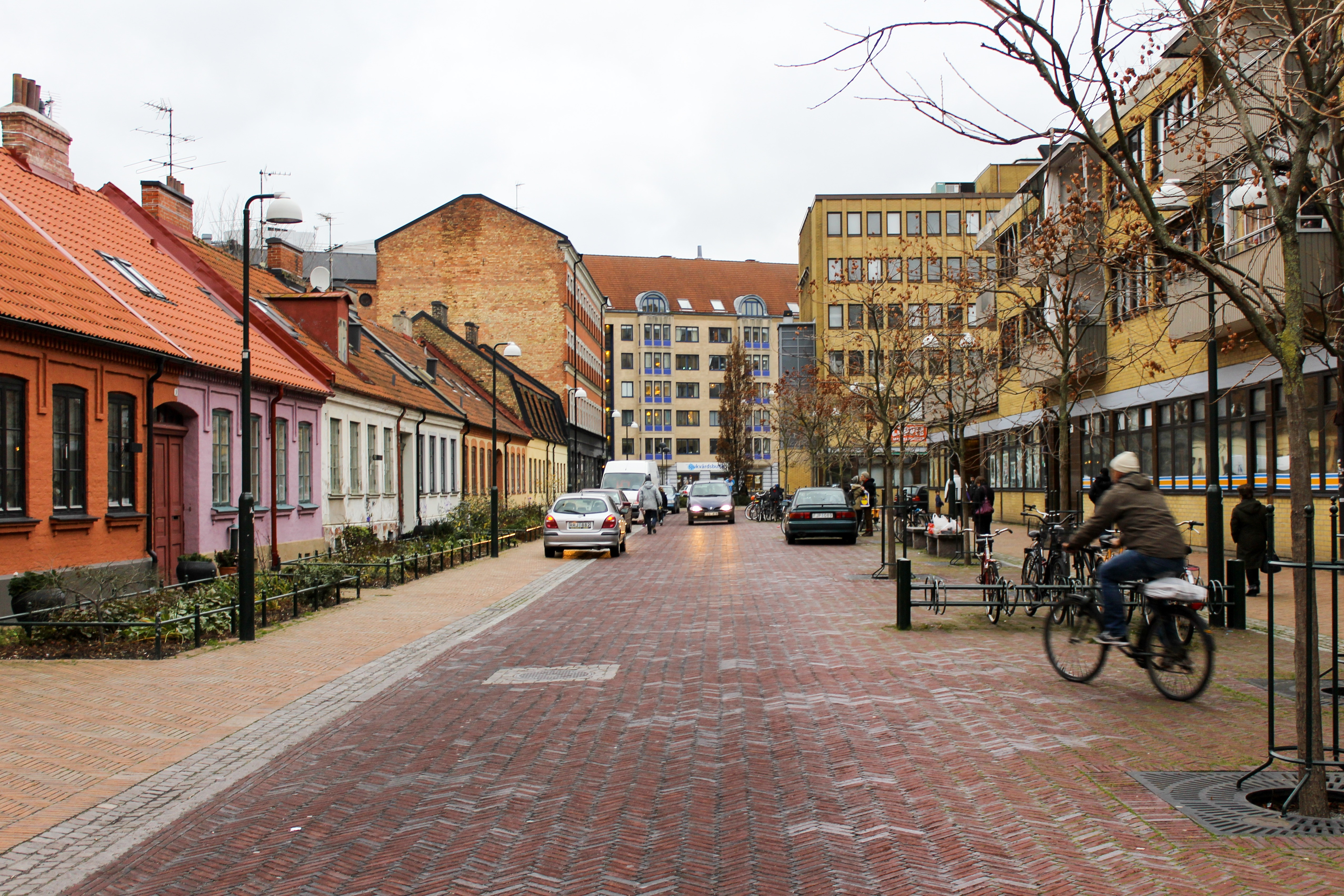
Fricksgatan.

Fricksgatan är en gata i Malmö som ursprungligen var belägen i stadsdelen Södervärn, men genom förändring av stadsdelsindelningen överfördes den 1981 till Möllevången.
Gatan finns utsatt på stadsingenjör Jöns Åbergs karta från 1882. Den sträckte sig ursprungligen från Södra Förstadsgatan till Bangatan, men genom stadsplaneförändring 1970 utgick delen öster om Claesgatan, som kom att ingå i kvarteret Leonard. Gatan är uppkallad efter handlanden och konsuln Otto Fredrik Frick (1834–1906), som ägde fastigheten vid gatan. Den återstående delen av gatan är numera en återvändsgata från Claesgatan, längs vilken den äldre bebyggelsen bevarats på södra sidan.